# Nephelosia caecina
Nephelosia caecina är en fjärilsart som beskrevs av Druce 1897. Nephelosia caecina ingår i släktet Nephelosia och familjen björnspinnare. Inga underarter finns listade i Catalogue of Life.